# محمود السعدني
محمود السعدني (20 نوفمبر 1927 - 4 مايو 2010) صحفي وكاتب مصري ساخر يعد من رواد الكتابة الساخرة في الصحافة العربية، وهو الشقيق الأكبر للفنان صلاح السعدني وعم الفنان أحمد السعدني شارك في تحرير وتأسيس عدد كبير من الصحف والمجلات العربية في مصر وخارجها، ترأس تحرير مجلة صباح الخير المصرية في الستينيات كما شارك في الحياة السياسية في عهد الرئيس جمال عبد الناصر وسجن في عهد أنور السادات بعد إدانته بتهمة الاشتراك في محاولة انقلابية.
أصدر وترأس تحرير مجلة 23 يوليو في منفاه في لندن، عاد إلى مصر من منفاه الاختياري سنة 1982 بعد اغتيال السادات واستقبله الرئيس مبارك، كانت له علاقات بعدد من الحكام العرب مثل معمر القذافي وصدام حسين، اعتزل العمل الصحفي والحياة العامة سنة 2006 بسبب المرض.

## البدايات الأولى
ولد محمود عثمان إبراهيم السعدني في منطقة الجيزة بالقاهرة الكبرى. وعمل في بدايات حياته الصحفية في عدد من الجرائد والمجلات الصغيرة التي كانت تصدر في شارع محمد علي بالقاهرة عمل بعدها في مجلة «الكشكول» التي كان يصدرها مأمون الشناوي حتى إغلاقها. ثم عمل بالقطعة ببعض الجرائد مثل جريدة «المصري» لسان حال حزب الوفد وعمل أيضاً في دار الهلال كما أصدر مع رسام الكاريكاتير طوغان مجلة هزلية أغلقت بعد أعداد قليلة.

## فترةثورة 1952
أيّد السعدني الثورة، وعمل بعد الثورة في جريدة الجمهورية التي أصدرها مجلس قيادة الثورة وكان رئيس مجلس إدارتها أنور السادات ورئيس تحريرها كامل الشناوي. بعد تولّي السادات منصب رئاسة البرلمان المصري، تم الاستغناء عن خدمات محمود السعدني من جريدة الثورة أسوة بالعديد من زملائه منهم بيرم التونسي وعبد الرحمن الخميسي.
عمل بعد ذلك في مجلة روز اليوسف الأسبوعية مديرًا للتحرير عندما كان إحسان عبد القدوس رئيس التحرير وكانت روز اليوسف حينها مجلة خاصة تملكها فاطمة اليوسف والدة إحسان.

## زمن عبد الناصر
أثناء زيارة صحفية إلى سوريا قبيل الوحدة بين البلدين، طلب أعضاء الحزب الشيوعي السوري من السعدني توصيل رسالة مغلقة للرئيس جمال عبد الناصر فسلمها لأنور السادات دون أن يعلم محتواها. وكان فيها تهديدا لعبد الناصر، لذا القي القبض عليهِ ووضع في السجن ما يقارب العامين أفرج عنهُ بعدها فعاد ليعمل في مجلة روز اليوسف بعد أن أممت ثم تولٌى رئاسة تحرير مجلة صباح الخير.
انضم إلى التنظيم الطليعي وكان لهُ في تلك الفترة نفوذ كبير.

## مراكز القوى
عقب وفاة عبد الناصر حدث صراع على السلطة بين الرئيس أنور السادات وعدد من المسؤلين المحسوبين على التيار الناصري مثل شعراوي جمعة وسامي شرف ومحمد فوزي وغيرهم. انتهى الصراع باستقالة هؤلاء المسؤولين واعتقال السادات لهم وتقديمهم للمحاكمة بتهمة محاولة الانقلاب وكان اسم محمود السعدني من ضمن أسماء المشاركين في هذا الانقلاب وحوكم أمام «محكمة الثورة» وأُدين وسجن.
كما يقول محمود السعدني فإن معمر القذافي حاول التوسط لهُ عند السادات إلا أن السادات رفض وساطته وقال «أن السعدني قد أطلق النكات عليَّ وعلى أهل بيتي (زوجته جيهان السادات) ويجب أن يؤدب ولكني لن أفرط في عقابه».
بعد قرابة العامين في السجن أِفرج عن السعدني ولكن صدر قرار جمهوري بفصلهِ من مجلة صباح الخير ومنعه من الكتابة بل ومنع ظهور اسمه في أي جريدة مصرية حتى في صفحة الوفيات. بعد فترة قصيرة من المعاناة قرر السعدني مغادرة مصر والعمل في الخارج.

## السعدني في المنفى
غادر السعدني مصر متوجهاً إلى بيروت حيث استطاع الكتابة بصعوبة في جريدة السفير وبأجر يقل عن راتب صحفي مبتدئ، والسبب في صعوبة حصوله على فرصة عمل هو خوف أصحاب الدور الصحفية البيروتية من غضب السادات. قبل اندلاع الحرب الأهلية غادر السعدني إلى ليبيا للقاء القذافي والذي عرض عليه إنشاء جريدة أو مجلة له في بيروت إلا أن السعدني رفض ذلك خوفاً من اغتياله على يد تجار الصحف اللبنانيين والذين سيرفضون بالتأكيد هذا الوافد الجديد والذي سيعد تهديداً لتجارتهم الرائجة.
أثناء الحوار وبدون قصد، سخر السعدني من جريدة القذافي الأثيرة «الفجر الجديد» ونعتها بالـ«الفقر الجديد» عندما عرض عليه القذافي الكتابة فيها وانتهى لقائه معه بدون نتيجة. ولم يبدِ القذافي حماساً كبيراً لإصدار مجلة 23 يوليو التي اقترح السعدني إصدارها في لندن بل سخر من فكرة إصدارها هناك كما لم يرق له إصدار مجلة ساخرة.

## في أبو ظبي
في عام 1976 وصل السعدني إلى أبوظبي للعمل كمسئول عن المسرح المدرسي في وزارة التربية والتعليم في الإمارات، ويبدو أنه لم ترق له الفكرة، لذا قبل بالعرض الذي تقدم به عبيد المزروعي وهو إدارة تحرير جريدة الفجر الإماراتية.
كان العرض مقامرة سياسية جازف بها عبيد المزروعي بخاصة وأن السعدني وضع شروطا مهنية قاسية أهمها عدم التدخل في عمله وهو الشرط الذي يبدو أنه تسبب بعد أقل من أربعة أشهر بمصادرة أحد أعداد جريدة الفجر من الأسواق بسبب مانشيت أغضب السفارة الإيرانية في أبوظبي وكانت إيران يومها تطالب بالإمارات كلها وتعتبرها من «ملحقات إيران». لذا لم تغفر سفارة إيران للسعدني رفعه شعار (جريدة الفجر جريدة العرب في الخليج العربي) وطالبت السفارة الإيرانية صراحة حذف صفة «العربي» عن الخليج لأنه (خليج فارسي) كما يقولون.
تعاقد محمود السعدني مع منير عامر من مجلة «صباح الخير» القاهرية، ليتولى وظيفة سكرتير التحرير وليدخل إلى صحافة الإمارات مدرسة صحافية مصرية جديدة هي «مدرسة روز اليوسف» بكل ما تتميز به من نقد مباشر وتركيز على الهوية القومية والابتعاد قدر الإمكان عن التأثير المباشر للحاكم وصانع القرار.

## حائر في الخليج العربي
بعد ضغوط إيرانية على حكومة الإمارت اضطر السعدني إلى مغادرة أبوظبي إلى الكويت حيث عمل في جريدة السياسة الكويتية مع الصحفي أحمد الجار الله ولكن تلك الضغوط لاحقته هناك أيضاً فغادر إلى العراق ليواجه ضغوط من نوع جديد، وهي ممارسات الموظفين العراقيين المسؤولين في مكتب مصر بالمخابرات العراقية الذين مارسوا ضغوطاً كبيرة عليهِ لإخضاعه فكان قراره بعد لقاء مع نائب الرئيس العراقي في ذلك الوقت صدام حسين بمغادرة العراق إلى لندن.

## مجلة 23 يوليو
بتمويل غير معلن من حاكم الشارقة الحالي، تمكن السعدني بالاشتراك مع محمود نور الدين (ضابط المخابرات المصري المنشق على السادات) والكاتب الصحفي فهمي حسين (مدير تحرير روز اليوسف الأسبق ورئيس تحرير وكالة الأنباء الفلسطينية) وفنان الكاريكاتير صلاح الليثي وآخرين من إصدار مجلة 23 يوليو في لندن (وكانت أول مجلة عربية تصدر هناك) والتي حققت نجاحاً كبيراً في الوطن العربي وكانت تهرب إلى مصر سراً. التزمت المجلة بالخط الناصري وكان السعدني يتوقع أن تلقى المجلة دعماً من الأنظمة العربية الرسمية إلا أن ذلك لم يحدث، وحوصرت المجلة مالياً من أنظمة دول ترفع شعارات عروبية مثل العراق وليبيا وسوريا، وعلى حد تعبير السعدني «كان يجب علي أن أرفع أي شعار إلا 23 يوليو لأحظى بالدعم».
إنهارت 23 يوليو وتوقفت عن الصدور، وعاد السعدني وحيداً يجتر أحزانه في لندن إلى أن اغتيل أنور السادات في حادث المنصة الشهير في 6 أكتوبر 1981م.

## العودة إلى مصر
عاد السعدني إلى مصر بعد اغتيال السادات بفترة واستقبله الرئيس حسني مبارك في القصر الجمهوري بمصر الجديدة ليطوي بذلك صفحة طويلة من الصراع مع النظام في مصر.

## مذكرات السعدني -الولد الشقي
تعتبر من أروع ما كتب في أدب السيرة الذاتية في الأدب العربي، وقد كتبها في سلسلة من الكتب (من نهاية الستينيات وحتى منتصف التسعينيات) وحملت عناوين:
- الولد الشقي جزء أول: قصة طفولته وصباه في الجيزة.
- الولد الشقي جزء ثاني: قصة بداياته مع الصحافة.
- الولد الشقي في السجن: صور متنوعه عن شخصيات عرفها في السجن.
- الولد الشقي في المنفى: قصة منفاه بالكامل.
- الطريق إلى زمش: ذكرياته عن أول فترة قضاها في السجن في عهد عبد الناصر.

## كتب أخرى للسعدني
السعدني حكّاء عظيم ويمتاز بخفة ظله كما أن تجربته في الحياة ثرية للغاية وله العديد من الكتب التي تناولت مواضيع متنوعة منها:
- مسافر على الرصيف: صور متنوعة عن بعض الشخصيات الأدبية والفنية التي عرفها.
- ألحان السماء : كتاب يؤرخ فيه للسير الذاتية لقراء القرآن الكريم في مصر ويحكي قصصاً ومواقف من حياتهم
- ملاعيب الولد الشقي: مذكرات ساخرة.
- السعلوكي في بلاد الإفريكي: رحلات إلى إفريقيا.
- الموكوس في بلد الفلوس: رحلة إلى لندن.
- وداعاً للطواجن: مجموعة مقالات ساخرة.
- رحلات ابن عطوطة: رحلات متنوعة.
- أمريكا يا ويكا: رحلة إلى أمريكا.
- مصر من تاني: مجموعة مقالات عن تاريخ مصر.
- عزبة بنايوتي: مسرحية.
- قهوة كتكوت: رواية.
- تمام يا فندم: مجموعة من المقالات المجمعة في كتاب.
- المضحكون: وصف لبعض الشخصيات الكوميدية في السينما المصرية.
- حمار من الشرق: وصف ساخر للوطن العربي.
- عودة الحمار: الجزء الثاني من «حمار من الشرق».
- بالطول والعرض رحلة إلى بلاد الخواجات[بحاجة لمصدر]

## وفاته
توفي السعدني يوم الثلاثاء 4 مايو 2010 عن عمر يناهز 82 عاماً إثر أزمة قلبية حادة.

## وصلات خارجية
- محمود السعدني على موقع أرشيف الشارخ.